# Dobra Wola (powiat grójecki)
Dobra Wola – wieś w Polsce położona w województwie mazowieckim, w powiecie grójeckim, w gminie Jasieniec.
Wieś wchodzi w skład sołectwa Koziegłowy.
W latach 1975–1998 miejscowość należała administracyjnie do województwa radomskiego.